# Werner von der Schulenburg
Pour les articles homonymes, voir Schulenburg (homonymie).

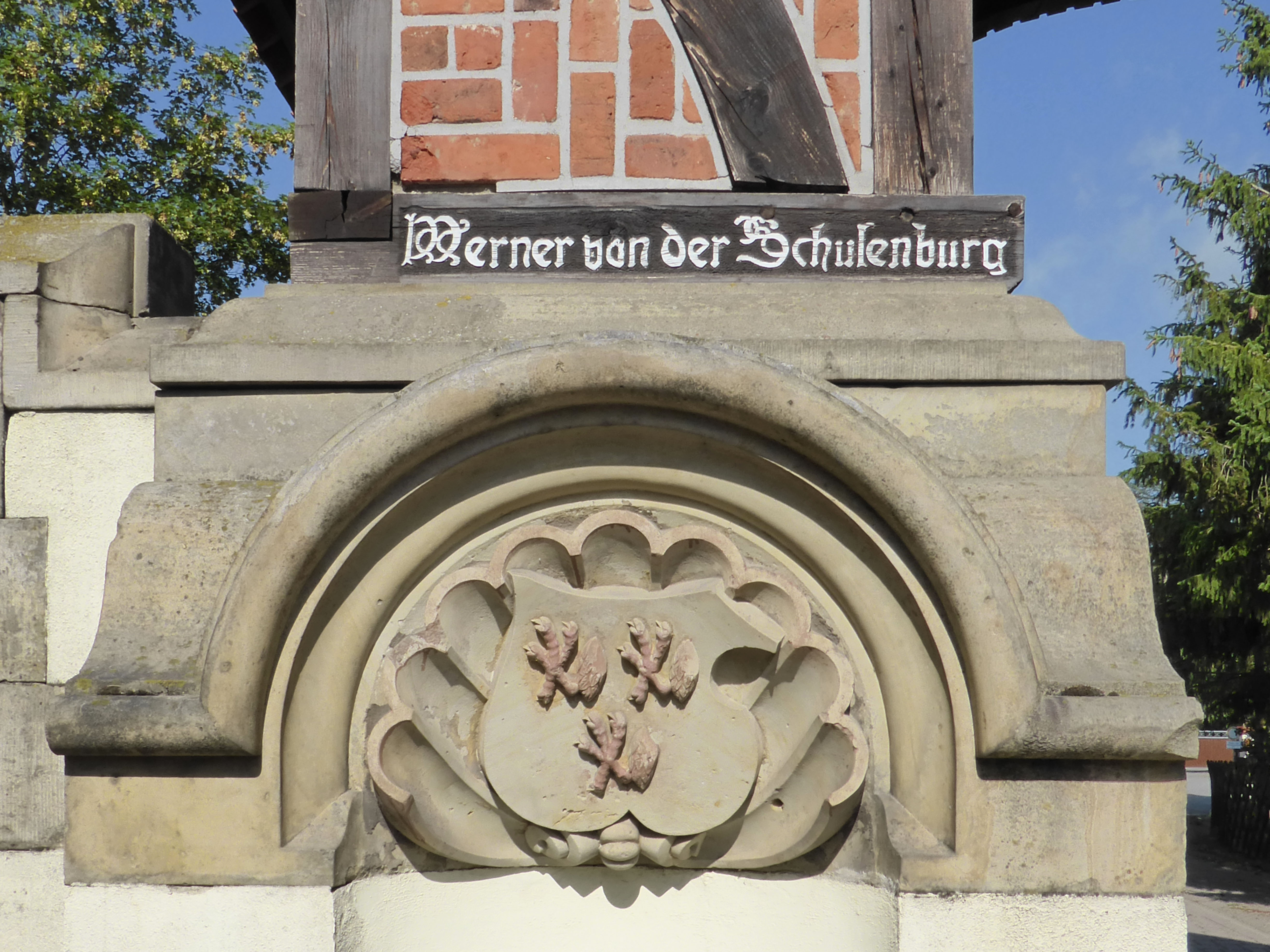
Inscription et armoiries sur la porte d'entrée de la à Beetzendorf à partir de 1892

Leopold Wilhelm Werner von der Schulenburg (né le 2 août 1841 à Salzwedel et mort le 28 septembre 1913) est un administrateur d'arrondissement prussien et un homme politique.

## Famille
Schulenburg est issu de la famille aristocratique de l'Altmark von der Schulenburg, mentionnée pour la première fois dans un document en 1237. Il est le fils de l'administrateur d'arrondissement prussien et directeur d'état de l'Altmark Wilhelm von der Schulenburg (1806-1883), fondateur de la fidéicommis de Beetzendorf, prévôt de Salzwedel et maître cuisinier héréditaire de la marche de Brandebourg, et de sa seconde épouse Klara von Lattorff (de) (1819-1890).
Schulenburg se marie le 15 avril 1879 à Berlin avec Elise von Wuthenau (de) (née le 1er août 1856 au manoir de Groß-Paschleben et morte le 4 septembre 1941 au manoir de Beetzendorf), la fille du propriétaire Fedor von Wuthenau, propriétaire de Groß-Paschleben, et de Luise von Kotze (branche de Groß-Germersleben). Le mariage donne naissance à un fils, Wedige von der Schulenburg (de), né en 1896. Le fils de Beetzendorf, Hans Joachim von der Schulenburg, devient l'héritier. Son domaine Beetzendorf II, sans les domaines annexes de Klein- et Groß Wismar, et autres, couvre une superficie de 477 hectares.

## Biographie
Schulenburg est commissaire de Beetzendorf et prévôt de Salzwedel et maître cuisinier héréditaire de la marche de Brandebourg. Il est major royal prussien et de (1880) 1881 à 1912 administrateur de l'arrondissement de Salzwedel, chevalier légal de l'Ordre de Saint-Jean et député de la chambre des seigneurs de Prusse. Entre 1890 et 1893, il est député du Reichstag pour la 1re circonscription de Magdebourg Salzwedel, Gardelegen (de) avec le Parti conservateur allemand De 1882 à 1890, il est député du parlement provincial de Saxe (de).